# رادا

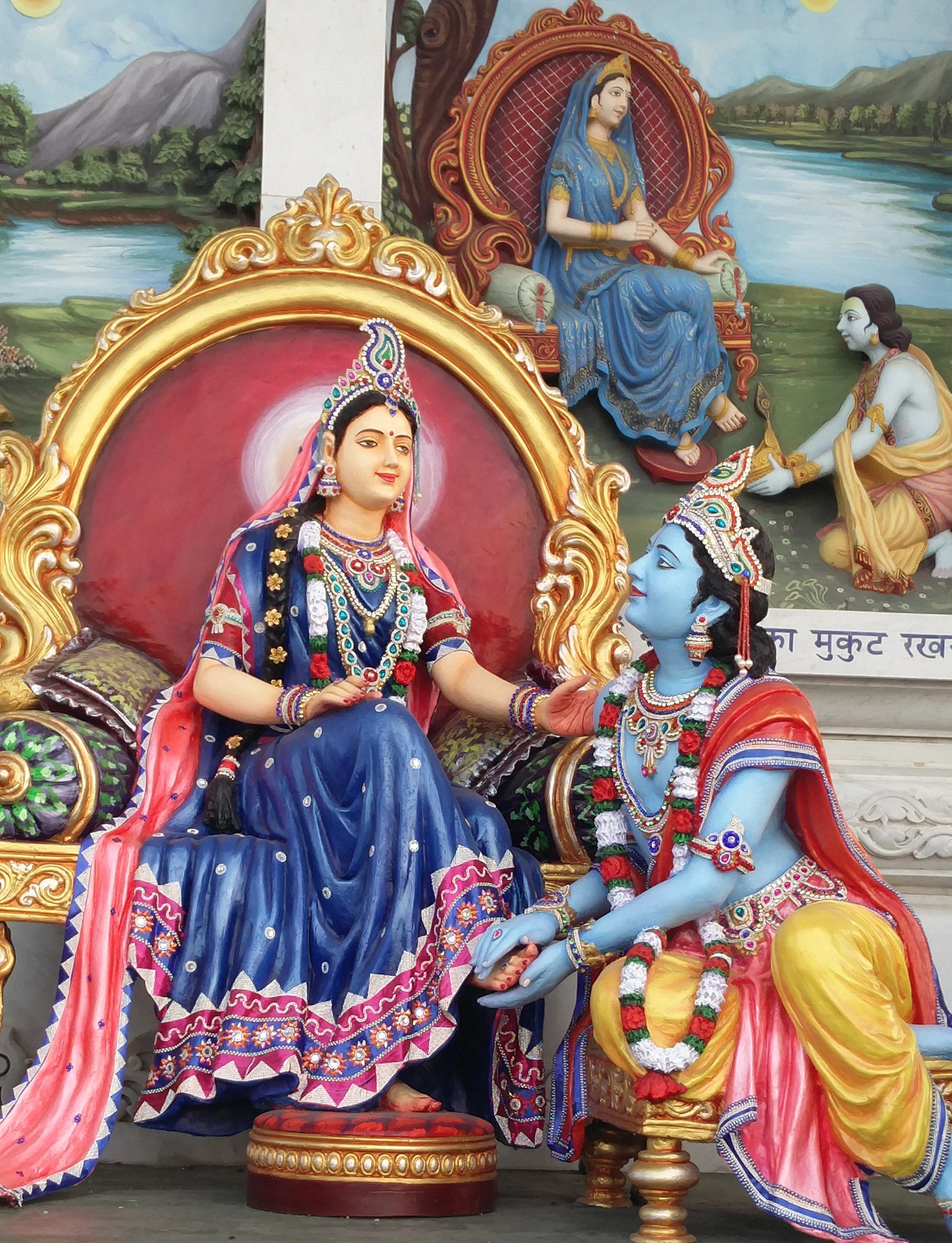
نقاشی از رادها به سبک راجستانی

رادها، برپایه بهگودگیتا پورانا و گیتاگویندا (سرودهای کریشنا)، نخستین دلدار و محبوب کریشنا بود. رادا را بیشتر در کنار کریشنا نمایش می‌دهند. او گوبیند ناندینی(کسی که کریشنا را شاد می‌سازد)، نیز نامیده شده‌است. پرستشگاه‌هایی به نام او در شمال هند بنیاد گشته‌اند، و هندوان سراسر جهان وی را و کریشنا را نماز می‌برند.